# Biserica dintre Brazi din Sibiu
Biserica dintre Brazi din Sibiu, cu hramul Sfinții Apostoli Petru și Pavel, situată în strada Reconstrucției nr. 17, este cel mai vechi lăcaș de cult construit de Biserica Română Unită cu Roma în Sibiu. Edificiul a fost ridicat între anii 1778-1788 în stil baroc cu elemente rococo, pe un teren donat în acest scop de împărăteasa Maria Terezia, la cererea episcopului unit cu Roma de la Blaj, Grigore Maior. Finanțarea construcției a fost făcută tot de către episcopul Grigore Maior.

## Cimitirul bisericii
În jurul lăcașului se află mormintele unor apărători și binefăcători ai Bisericii Române Unite cu Roma, personalități de seamă ale culturii române transilvănene (George Barițiu, Alexandru Papiu-Ilarian, David Urs de Margina, Iosif Sterca-Șuluțiu, Ioan Rațiu, Alexandru Vaida-Voevod, Ieronim G. Barițiu, Ioan Vișa, Demetriu Munteanu, Dr. Ioan G. Pop de Galațiu, Valeriu Pop Harșianu ș.a.).

## Istoric
Episcopul unit al Blajului, Ioan Inocențiu Micu-Klein, a obținut în data de 3 aprilie 1734 de la baroneasa Anna Maria de Hochberg, moștenitoarea lui Wilhelm Krall, un teren viran pe strada Înfrățirii (Freundschaftsgasse), în apropierea actualei biserici. Primarul (burgmaistrul) și sfatul orășenesc al Sibiului s-au opus acordării autorizației de construcție pentru o biserică română unită. Aceștia au prețuit terenul la 40 de florini, după care i-au propus episcopului Micu-Klein răscumpărarea terenului contra sumei de 100 florini. Curtea de la Viena a solicitat printr-un decret imperial, dat în 3 august 1734, o informare din partea primarului orașului Sibiu cu privire la această chestiune. Sfatul orășenesc a stabilit în data de 7 martie 1735 că nu ar exista nevoia unei biserici române unite în cartierul numit Măierimea (Maierii) Sibiului. Împotriva acestei decizii iezuiții din Sibiu au efectuat o adresă către guvern, la care sfatul orășenesc a răspuns argumentând că românii din Maierii Sibiului nu s-ar afla cu domiciliul acolo, ci ar fi „vagi” (călători). În anul 1737 episcopul Micu-Klein s-a declarat gata să renunțe la acest teren, dacă „orașul îi va da în schimb un alt loc pentru oratoriu [biserică],  locuința unui preot și pentru cimitir, ofertă refuzată de primar și de sfatul orășenesc sibian.
În anul 1773 a fost desființat Ordinul iezuiților. Între proprietățile acestui ordin se afla și o grădină ce servea drept „loc de recreațiune părinților iezuiți”. În această grădină, ce constituie terenul de astăzi al Bisericii dintre Brazi, se făcuse în anul 1733 recepția festivă a călugărițelor din Ordinul ursulinelor, când acestea s-au așezat la Sibiu, în vederea deschiderii unei Școli a ursulinelor.
În anul 1774, episcopul român unit de la Blaj, Grigore Maior, a reluat procedura de obținere a autorizației de construcție pentru biserică, autorizație pe care a primit-o cu ajutorul autorităților imperiale de la Viena.
Iconostasul inițial al bisericii a fost pictat de Joseph Neuhauser în anul 1795 și se pare că a fost construit din piatră. O fotografie a acestuia a fost expusă la expoziția etnografică și culturală a Asociațiunii Astra în 1905, apoi la Expoziția generală română din București (1906), în pavilionul românilor de peste hotare, fotografie ce se păstrează în arhiva parohiei. Acest iconostas a fost înlocuit ulterior cu unul de lemn cu picturi pe pânză, încastrate, realizate după unii specialiști de către o echipă de ucenici ai lui Octavian Smigelschi. În 1992, acest iconostas a fost înlocuit cu unul nou, pictat de Elena Roșca din București. Candelabrele și stranele prezente astăzi în biserică sunt cele din fotografia de la 1905.
Între preoții protopopi uniți ai bisericii s-au numărat  Ioan Rusu (1821-1905) și Nicolae Togan (1859-1935), cunoscuți și ca istorici. Acesta din urmă a participat, în calitate de deputat, la Marea Adunare Națională de la Alba Iulia, din 1 decembrie 1918. 
În anul 1930 comunitatea română unită (greco-catolică) din municipiul Sibiu număra 3.685 de persoane. Pe lângă Biserica dintre Brazi, folosită ca biserică protopopială, sibienii greco-catolici mai aveau în oraș alte două lăcașe de cult (o biserică și o capelă). Conform datelor recensământului din 2002 comunitatea greco-catolică din Sibiu număra 2.260 de persoane și până în acel moment nu recuperase nici unul din vechile lăcașe de cult.
În septembrie 1948 parohul unit al Sibiului, Pr. Pompei Onofrei, a fost reținut și anchetat de colonelul de Securitate Gheorghe Crăciun. Asupra Părintelui Onofrei au fost exercitate presiuni pentru a-l determina să treacă la Biserica Ortodoxă Română. A rămas însă ferm în credința sa, ca preot greco-catolic, peste ani, slujind clandestin într-o capelă amenajată în casa sa de pe Strada Șelarilor din Sibiu. Din 1948, Biserica dintre Brazi și casa parohială aferentă sunt întrebuințate de Biserica Ortodoxă Română, care refuză restituirea lor.

## Procesul de restituire
În data de 7 aprilie 1993 Protopopiatul Sibiu al Bisericii Române Unite cu Roma, reprezentat de protopopul Pompei Onofrei, supraviețuitor al închisorilor comuniste, a chemat în judecată Parohia Ortodoxă Română Cibin 1 și 2 pentru a fi obligată să predea reclamantei biserica, cimitirul și casa parohială. Judecătoria Sibiu a dat câștig de cauză reclamantei, după care judecarea apelului a fost strămutată la Tribunalul Dolj. Acesta a dat de asemenea câștig de cauză reclamantei, decizie menținută în recurs de Curtea de Apel Craiova.
Împotriva deciziei definitive și irevocabile de restituire a bisericii și imobilelor aferente a exercitat recurs în anulare, în data de 22 august 1996, procurorul general al României. În motivarea recursului în anulare Vasile Manea Drăgulin a arătat că situația juridică a lăcașurilor de cult și a caselor parohiale care au aparținut Bisericii Române Unite cu Roma nu se va stabili de instanțele judecătorești, ci de o comisie mixtă, formată din reprezentanți ai celor două culte și ținând seama de dorința credincioșilor.
Astfel, la hotărârea Tribunalului Sibiu, în 1996, Parohia Ortodoxă Română a făcut un referendum parohial pentru a vedea opțiunea membrilor parohiei. Referendumul a arătat că majoritatea credincioșilor din parohia ortodoxă dorește să rămână în Biserica Ortodoxă Română, rezultat de care instanțele de judecată au ținut seama la stabilirea verdictelor ulterioare.
În anul 1999 recursul în anulare a fost respins ca nefondat de Înalta Curte de Casație și Justiție, prin decizia nr. 581 din 1999.

## Situația actuală
În anul 2002 Primăria Sibiu a emis pentru acest lăcaș certificatul de urbanism nr. 1810 în favoarea Parohiei Române Unite cu Roma (Greco-Catolice) din Sibiu. 
Conform deciziei ÎCCJ nr. 3365/2012 Biserica dintre Brazi nu a putut fi retrocedată Bisericii Române Unite, deoarece puterea legislativă nu a adoptat legea specială de retrocedare a lăcașurilor de cult naționalizate în 1948. În schimb o parte din terenurile adiacente (dinspre stradă) și o clădire de locuințe au fost restituite Bisericii Române Unite cu Roma (Greco-Catolică). Pe terenul respectiv Mitropolia de la Blaj a ridicat un monument pentru premierul Alexandru Vaida-Voevod, care a fost dezvelit în data de 28 noiembrie 2018.
Biserica Ortodoxă Română se opune în continuare restituirii bisericii propriu-zise. Până în anul 2017 paroh ortodox al lăcașului de cult a fost Mihai Sămărghițan, totodată consilier județean din partea PSD, iar din anul 2017 unul dintre cei doi parohi ai bisericii este fiul acestuia, dr. Călin Sămărghițan, care a fost anterior slujitor la diferite unități militare din Predeal și Sibiu.
Biserica, mormintele istorice dimprejurul acesteia, terenul pe care e construită biserica, casa parohială și alte câteva terenuri adiacente sunt întrebuințate în prezent de Biserica Ortodoxă Română. Până în anul 2020 oficiul parohial al bisericii a fost folosit și ca loc de audiență cu publicul de către Mihai Sămărghițan, în calitatea sa de consilier județean din partea PSD.

## Galerie de imagini

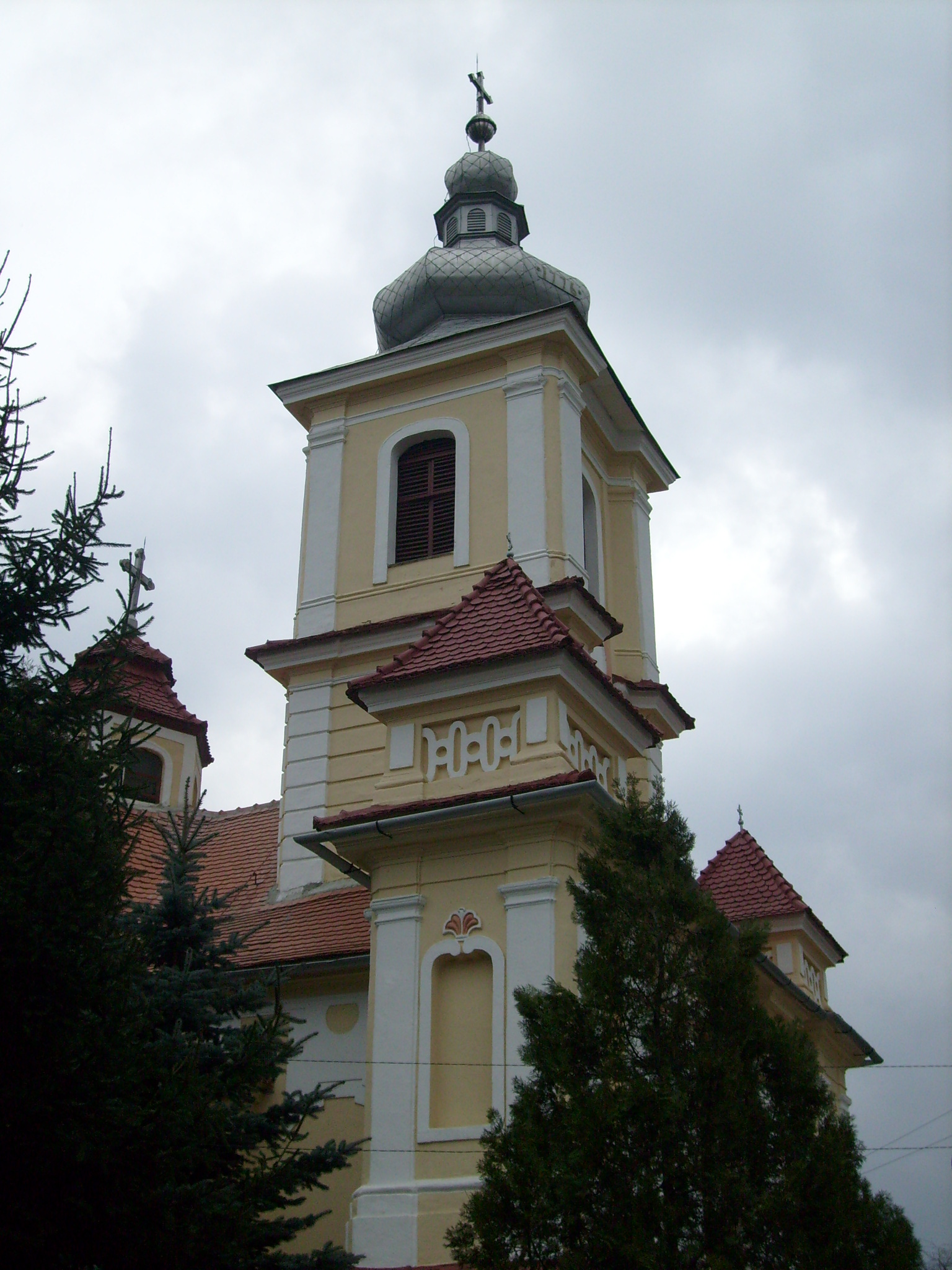
Turnul bisericii
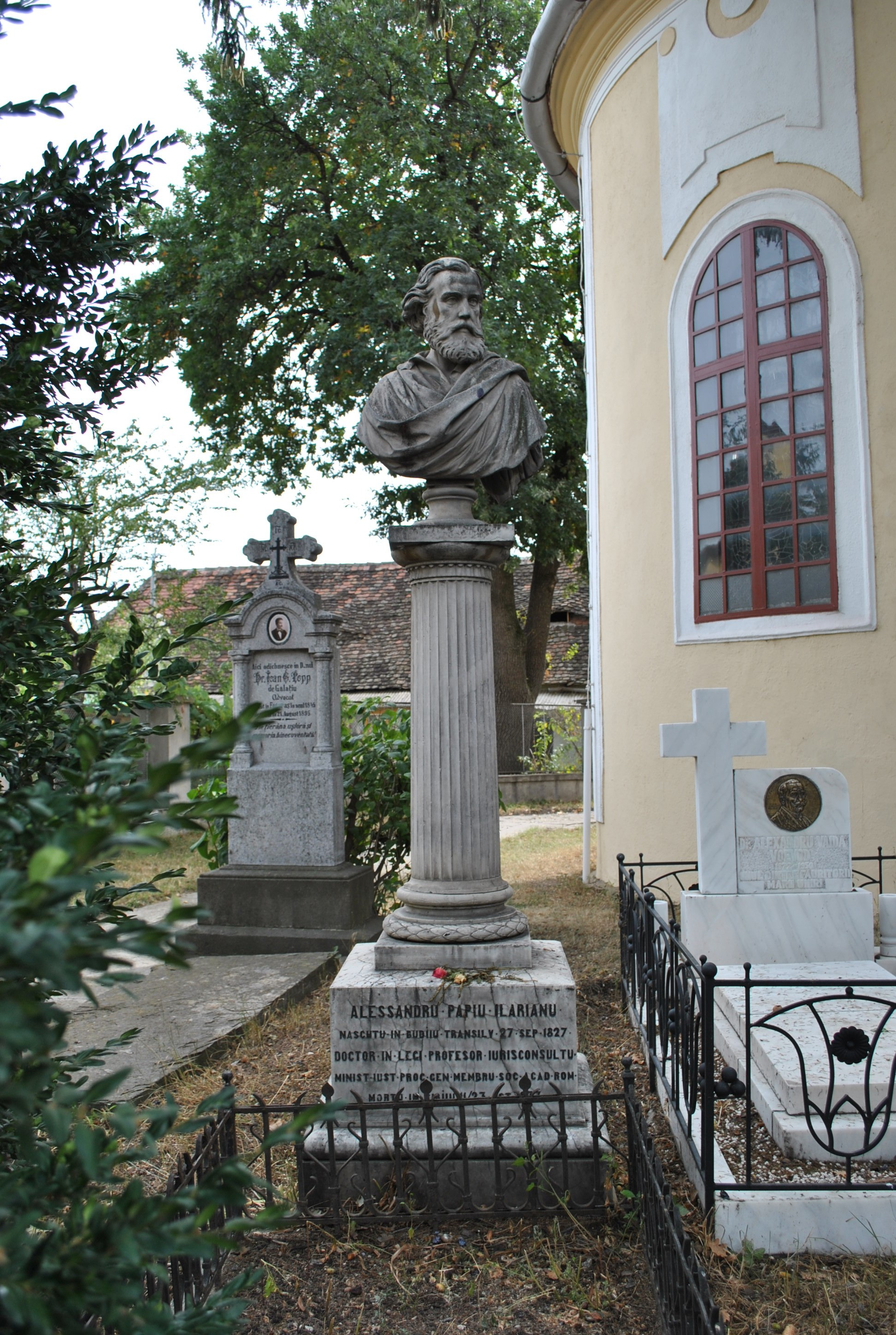
Mormântul lui Alexandru Papiu-Ilarian este chiar în față, iar mormântul lui Alexandru Vaida-Voevod este alături de acesta.
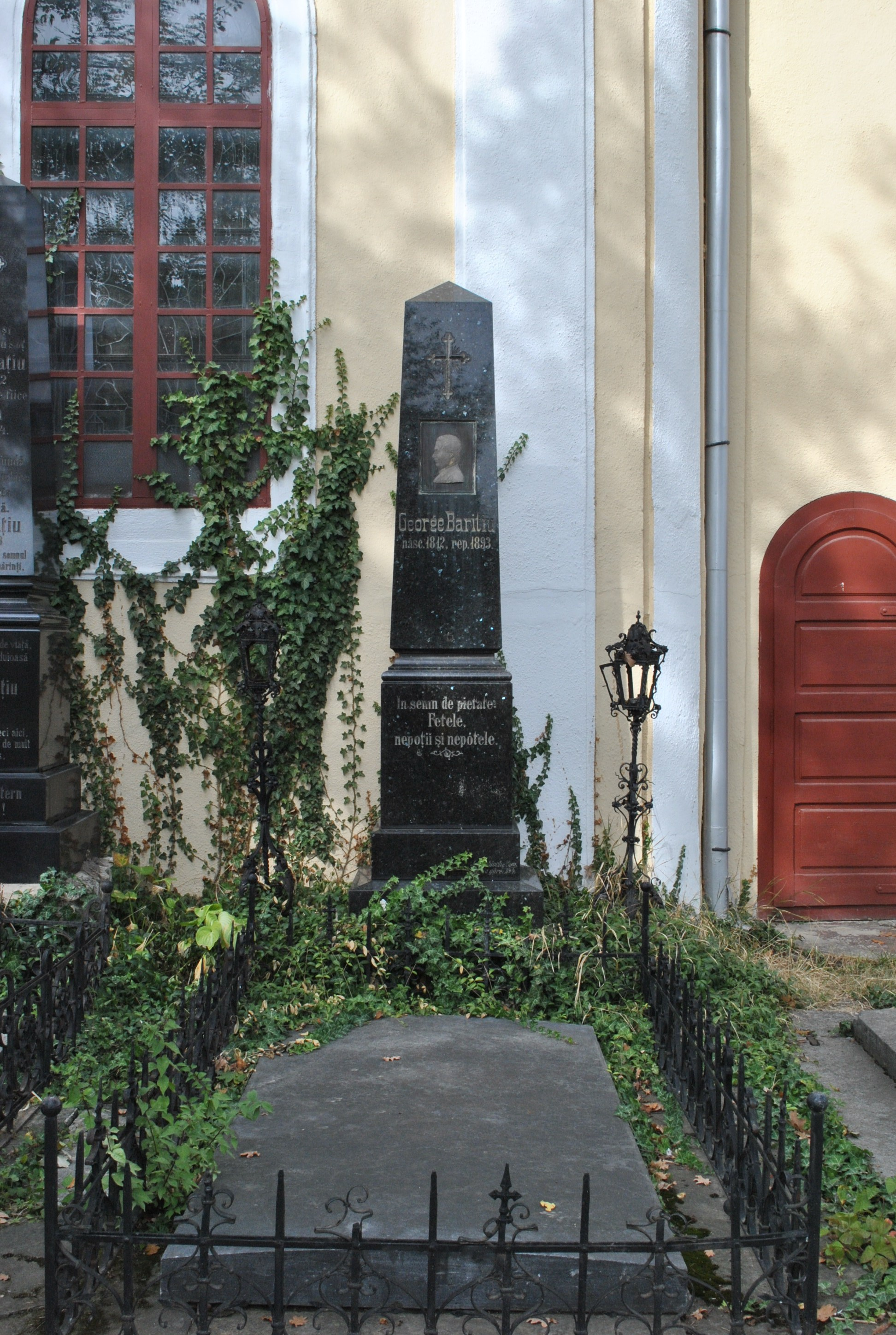
Mormântul lui George Barițiu
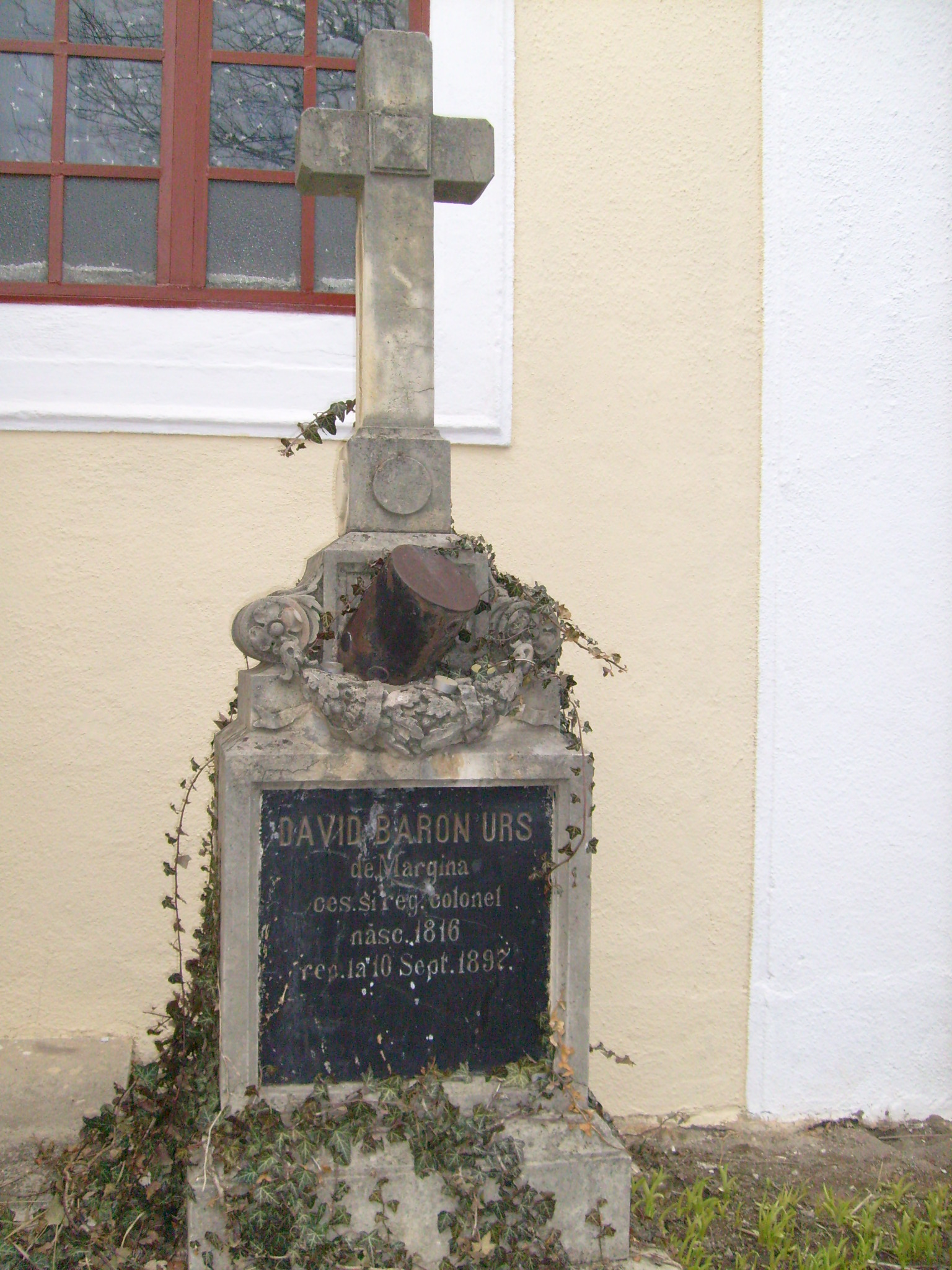
Mormântul lui David Urs
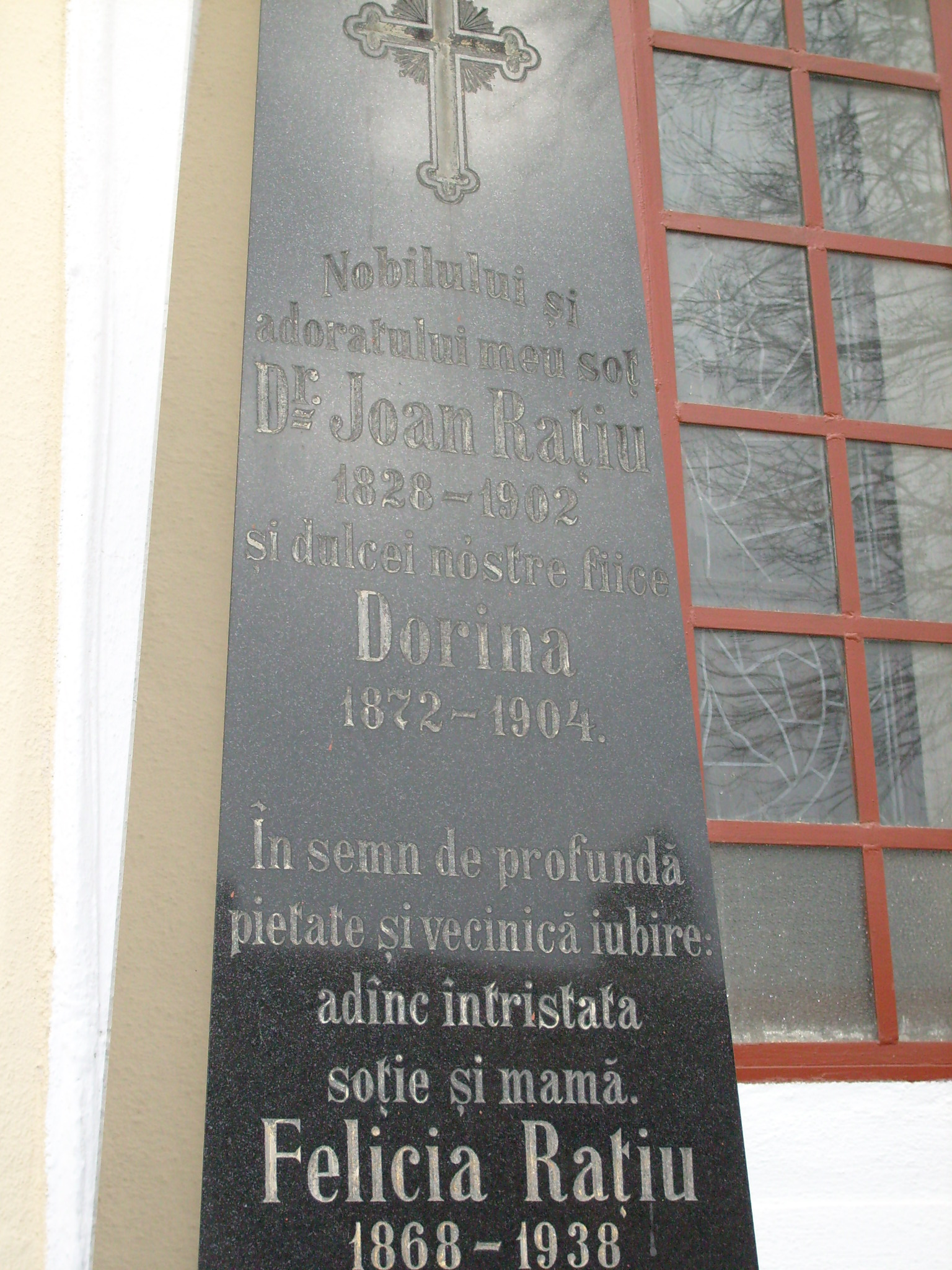
Mormântul lui Ioan Rațiu
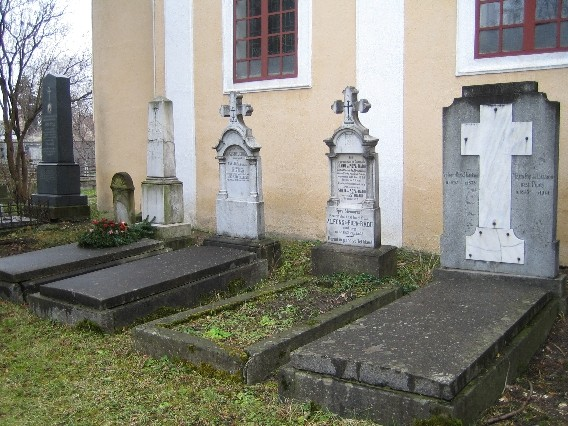
Detaliu din cimitirul bisericii
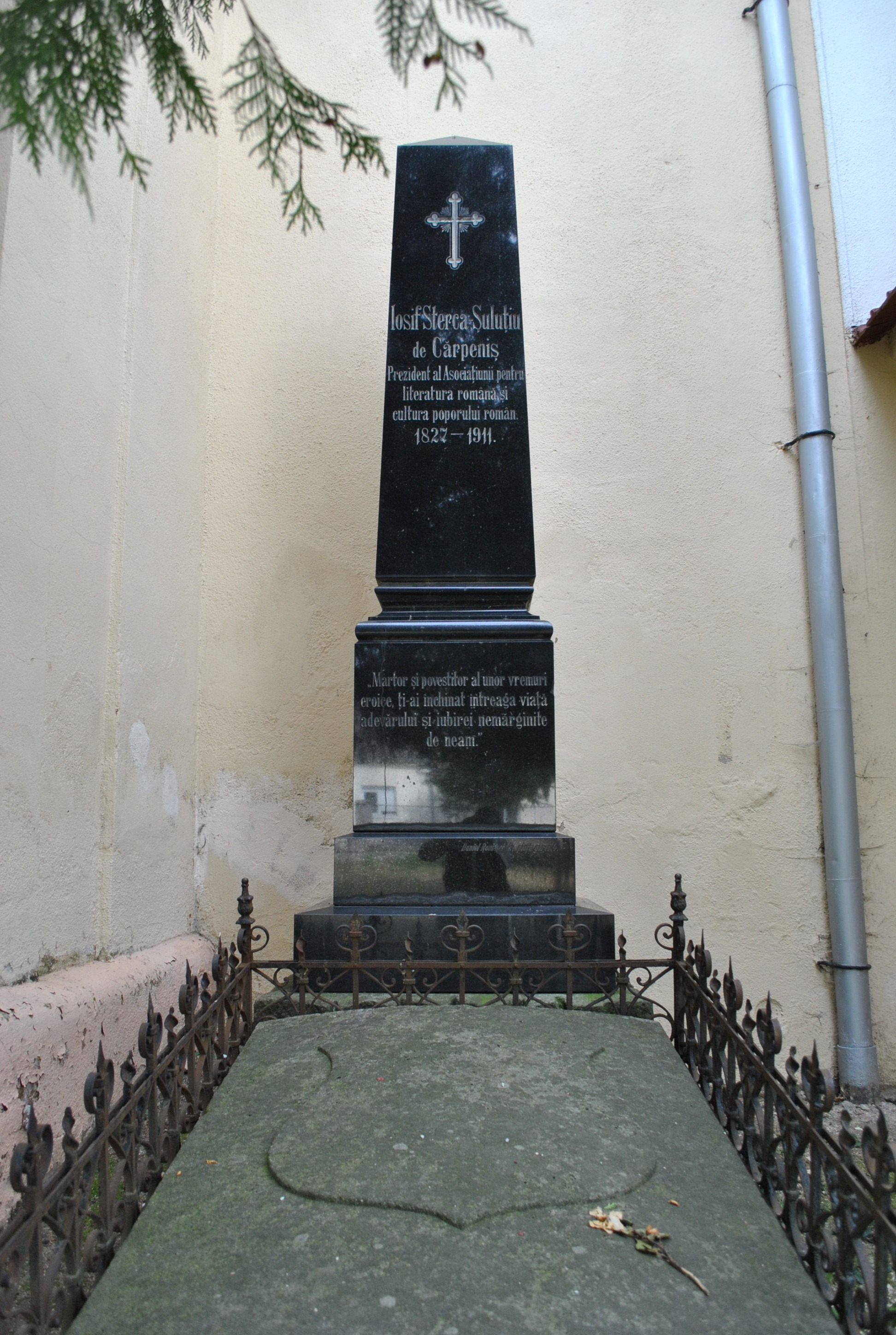
Mormântul lui Iosif Sterca-Șuluțiu
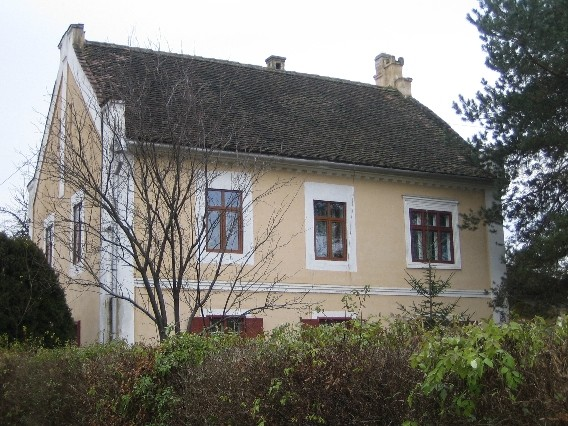
Casa parohială